# Софија Толстој
Софија Андрејевна Толстој (рус. Со́фья Андре́евна Толста́я; 22. август 1844 — Јасна Пољана, 4. новембар 1919) била је руска списатељица и супруга једног од највећих руских писаца реализма Лава Николајевича Толстоја. Највећим делом је преписивала, преводила и издавала мужевљева дела, али је и сама писала поезију и прозу. Бавила се и музиком, сликарством и фотографијом.

## Живот и рад

### Детињство и младост
Софија Андрејевна је била друго од тринаесторо деце дворског лекара Андреја Берса (1808—1868) и Љубов Берс (1826—1886), захваљујући чему је добила племићко кућно образовање. Софија је, у породици која је била вишеструко талентована, развила склоности према различитим видовима уметности, као и према медицини. Када је имала 16 година ванредно је положила испите на Московском универзитету и добила је диплому с којом је могла да буде наставница кућног школовања. У том периоду је написала новелу Наташа, у којој описује породицу и љубав својих сестара о којој је Лав Толстој написао: „Каква снага истинитости и једноставности”. Софија је спалила новелу вече уочи венчања, али је забележила да је Толстој користио њену приповетку у роману Рат и мир, као и то да је његова хероина, Наташа Ростова, добила име према називу њене приповетке.

### Прве године брака
Софија је Лава Толстоја познавала од детињства, будући да су две породице биле блиске генерацијама. У роману Ана Карењина, Лав Толстој као да приказује однос према Софијиној породици кроз лик сеоског велепоседника Љевина: „Ма колико то може чудно изгледати, али Константин Љевин је био заљубљен баш у кућу, у породицу, а нарочито у женску половину породице Шчербацких.” Лав Толстој је запросио Софију путем писма и венчали су се недељу дана након тога. У браку који је био буран добили су тринаесторо деце. Писац је охрабривао Софијино учешће у свом раду, те му је она уступала и своје дневнике, што му је омогућило да стекне бољи увид у људску душу и створи уверљивије ликове.

### Зрело доба
Софија и Лав Николајевич су имали различита схватања у вези са традиционалном религијом, имовинским стањем и ауторским правима. У једном периоду Толстој се одрицао свега што је стварало новац, тако да је променио однос према Софијином издавачком раду, иако му је у почетку посвећивао пажњу. Међутим, Софија је успела да покрене издаваштво позајмивши неколико хиљада рубаља и преуредивши једно крило њиховог дома у Москви у канцеларију. У циљу што бољег савладавања посла, сусрела се с удовицом руског писца Фјодора Достојевског, Аном Достојевски, која јој је пружила корисне савете, будући да је годинама бринула о издавачкој делатности мужевљевих дела. По истеку уговора са браћом Салејев, који су претходно објавили Толстојева сабрана дела, године 1885, Софија је објавила ново издање сабраних дела у дванаест томова, а недуго затим и јефтиније џепно издање. Залагала се и за то да црква скине забрану с појединих дела у којима је Лав Николајевич критиковао цркву и власт, међутим, дозволу за објављивање забрањених текстова није добила. Многи су критиковали Софију да угрожава Толстојев углед зарађујући новац на његовим делима, док он пише против својине. Ни сам писац често није имао разумевања за њен рад, иако је она веровала да на тај начин брине о породици и мужевљевом стваралаштву. Притом је и један део новца дала у добротворне сврхе. Две године касније превела је на француски њој омиљено Толстојево филозофско дело, О животу. Каталогизирала је његову библиотеку у Јасној Пољани и сачувала рукописе, свеске и писма. Након Толстојеве смрти (1910) провела је на стотине посетилаца имањем.

## Дела
Године 1904, Журнал за свакога објавио је избор из Софијине поезије и прозе, под псеудонимом Уморна жена. Исте године почела је да пише и мемоаре и неколико поглавља објављено је за њеног живота. Објавила је и збирку прича за децу Дрвене лутке, коју је сама илустровала. Као одговор на Толстојево дело Кројцерова соната, које је сматрала увредљивим, написала је две новеле Чија је кривица? и Песма без речи.